# 福禄镇 (乐山市)
福禄镇，是中华人民共和国四川省乐山市沙湾区下辖的一个乡镇级行政单位。2019年12月，撤销铜茨乡，将原铜茨乡铜茨社区、老街村、龙柱村、青冈坪村、园坝村、江山村所属行政区域划归福禄镇管辖。

## 行政区划
福禄镇下辖以下地区：
福禄社区、农科村、平原村、沙湾儿村、罗家湾村、费林湾村、干坝子村、黄坭坡村、万福桥村、燕子坎村、岚坝村、公店村、大坪村、塘沟村、雷店村、黑牛地村、凉风埂村、水凼子村和观房寺村。